# Buvatina
Buvatina is een geslacht van vlinders van de familie sikkelmotten (Oecophoridae).

## Soorten
- B. iremella Junnilainen & K. Nupponen, 1999
- B. tineiformis Leraut, 1984